# Françoise Mailliard
Françoise Mailliard-Turbil, née le 18 décembre 1929 à Paris et morte dans la même ville le 7 juin 2017, est une fleurettiste française.

## Carrière
Françoise Mailliard est membre de l'équipe de France de fleuret féminin de 1952 à 1960. Elle est médaillée d’argent de fleuret par équipe aux Championnats du monde en 1952 à Copenhague, en 1953 à Bruxelles, en 1955 à Rome et en 1956 à Londres, ainsi que médaillée de bronze par équipe en 1954 à Luxembourg et en 1958 à Philadelphie. Elle fait partie de l'équipe de France éliminée en quarts de finale des Jeux olympiques d'été de 1960 à Rome.